# Uproar
Uproar és una pel·lícula neozelandesa de comèdia dramàtica del 2023 dirigida per Paul Middleditch i Hamish Bennett, i protagonitzada per Julian Dennison, Rhys Darby i Minnie Driver. El guió va ser escrit per Bennett i Sonia Whiteman. Explica la història d'un noi de 17 anys que es veu atret per l'activisme polític per defensar-se a si mateix, la seva família i el seu futur. Va rebre l'aclamació de la crítica. S'ha doblat i subtitulat al català.
La pel·lícula es va rodar a Dunedin durant un període de 26 dies. Grups maoris van participar en la representació i el rodatge d'escenes de haka.